# 2-4 Grooves
2-4 Grooves („Zwei für die Grooves“) ist ein deutsches House-Projekt gegründet von Sascha Mulder (Mr. Starfunk) und Stephan Drobez (Steve Sound).

## Geschichte
2-4 Grooves wurde 2002 von dem aus Nordrhein-Westfalen stammenden Musikproduzenten Mr. Starfunk und dem DJ Steve Sound gegründet.
Im Jahr 2004 erschien mit der Love E.P. ihre erste Veröffentlichung auf Secret Service Records. Es folgten weitere EPs und Singles, deren Musik oft auf Samples bekannter 80er-Jahre-Künstler wie Taylor Dayne, Phil Collins, Roxette oder Whitesnake basierte.
2006 erschien mit dem Melissa-Etheridge-Cover The Way I Do ihr erster offizielles Track, der 2006 der höchste Neueinsteiger in der Deutsche DJ Playlist war und die offiziellen Dancecharts von Media Control anführte. Im Jahr darauf folgte unter dem Titel Writing on the Wall ein Remake von John Parrs St. Elmo’s Fire (Man in Motion). Damit hatten sie nicht nur einen zweiten großen Dancehit, sondern kamen sogar bis in die offizielle Singlehitparade.
Neben ihren eigenen Veröffentlichungen lieferten sie bislang über 50 Remixe für Künstler wie Groovestylerz (We Are Family), Cascada (Everytime We Touch), Sylver (Lay Your Love on Me), Aneela (Jande) oder Conways feat. The Nick Straker Band (A Walk in the Park).

## Diskografie
Singles
- 2004: Again E.P. (Secret Service Records)
- 2004: The Love E.P. (Secret Service Records)
- 2005: More E.P. (Secret Service Records)
- 2006: The Way I Do (Get Freaky!)
- 2006: The Way I Do" (The Remixes) (Get Freaky!)
- 2008: Writing on the Wall (Get Freaky!)
- 2009: Relax feat. Reki D. (Get Freaky!)
- 2011: Your Lies (Uptunes)
- 2011: Twilight feat. Kevin Kelly (Uptunes)
- 2011: Make Noize feat. Flip Da Scrip (Kontor Records)
- 2012: Rockset (7th Sense Rec.)
- 2012: Rock On (7th Sence Rec.)
- 2012: Down (Mental Madness)
- 2013: Up to No Good (Mental Madness)

Remixes
- 2014: Marc Lime & K Bastian ft. Captain Hollywood – Turn Me On (Pulsive Media)
- 2011: Chris Decay – Take A Look (Pulsive Media)
- 2011: Daniel Slam – In My Dreams (Mental Madness)
- 2011: Andrew Spencer – I´m Always Here (Mental Madness)
- 2011: Chris Decay – Like That (Pulsive Media)
- 2010: Rockstroh – Tanzen (Universal Music Group)
- 2010: 666 – Ritmo Fatal / Alarma 2010 (Airbase Media)
- 2010: Sam Walketone ft. Kevin Kelly – Feeling Liberty (Central Stage Rec.)
- 2009: Wet Fingers – Put Your Hands Up (WePlay Rec.)
- 2009: Alexander Marcus – Homo Dance (Kontor Records)
- 2009: Finger & Kadel – Mana Mana (Gimme 5)
- 2009: Glamrock Brothers – Ma Baker (Glamara Rec. / Lickin Rec.)
- 2008: InTune – I Want Your Sax (Pulsive Media)
- 2008: The Teachers – Is it Love (Gimme5)
- 2008: Shaun Baker – VIP (Ministry Of Sound)
- 2008: Royal Gigolos – Wanna Dance (Dos Or Die)
- 2008: Startrooper – One In A Million (Sony BMG)
- 2008: Basshunter – All I Ever Wanted (Ministry Of Sound / UK)
- 2008: Cascada – Because The Night (Universal Music Group)
- 2008: Missy May – Party In Gear (TBA)
- 2008: Alex C. feat. Yass – Du Bist So Porno (Universal Music Group)
- 2008: Topmodelz – When Youre Looking Like That (Aqualoop Rec.)
- 2008: Daniel Hoppe – Star (Gimme 5)
- 2008: Mondotek – Alive (Kontor Records)
- 2008: Blogbusters – Forever Young (Bigstar Rec.)
- 2007: Topmodelz – Living On A Prayer (Aqualoop Rec.)
- 2007: Andrew Spencer – Be With You (Mental Madness)
- 2007: Cascada – What Hurts the Most (Universal Music Group)
- 2007: Hotstix – Burn Out (Tba / South Africa)
- 2007: Jacques – I Won..t Forget (Tba / South Africa)
- 2007: Ronny Rockstroh – Proove Your Love (Get Freaky / Pulsive Media)
- 2007: City Angel – 24/7 (Ministry Of Sound UK)
- 2007: Andrew Spencer – Zombie (Mental Madness)
- 2007: DJ Manian – Heaven (Zooland)
- 2007: DJ Manian – Turn The Tide (Zooland)
- 2007: Cascada – Truly Madly Deeply (Universal Music Group)
- 2007: Kim Sozzi – Break Up (Ministry Of Sound, Zooland)
- 2007: Groovestylerz – We Are Family (Pulsive Media / Get Freaky)
- 2006: Cascada – Everytime We Touch 2006 (Universal Music Group)
- 2006: Cut N Paste – Son Of A Preacherman (GM Produktions / Gimme 5)
- 2006: Cuba Club – I..m Shooting Love (Andorfine Records)
- 2006: Summer Inc – I Feel Love (Soundfactory)
- 2006: The Springlove – Porque Te Vas (Universal Music Group)
- 2006: Awaxx – Be Free With Your Love (Superior / Alphabet Clity)
- 2006: Eric SSL – Journey (XXL Records)
- 2006: Sylver – Lay All Your Love On Me (Universal Music Group)
- 2006: Arnold Palmer – Cold Days (Pulsive Media / Get Freaky)
- 2006: DJ Molella – If You Wanna Party? (Universal Music Group)
- 2005: Rico Bass – Happy Station (Kontor Records)
- 2005: Aneela – Jande (Universal Music / Zeitgeist)
- 2005: Spike feat. Luniz – Crazy For Your Love (Universal Music Group)
- 2005: Mohito feat. Howard Jones – Slip Away (Get Freaky / Pulsive Media)
- 2005: Conways – A Walk In The Park 2005 (Get Freaky / Pulsive Media)
- 2005: Divided – Easy Lover (Kontor Records)
- 2004: Sun Connection – Love Me Like A Flower (Music Valid)